# Heinrich Berghaus
Heinrich Berghaus (Kleef, 3 mei 1797 - Szczecin, 17 februari 1884) was een Duits geograaf.

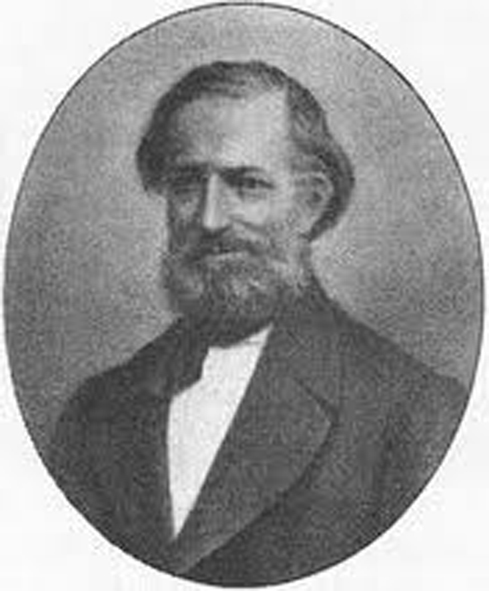
Heinrich Berghaus (1797-1884)

Berghaus was opgeleid als landmeetkundige. Nadat hij in 1813 vrijwillig in het leger ging onder Generaal Tauentzien trad hij in 1816 toe tot de ingenieursstaf van de Pruisische trigonometrische landmeetkundige dienst. Hij was oprichter en leraar aan een geografische school in Potsdam, waar onder andere Heinrich Lange, August Petermann en anderen hun opleiding kregen. Daarnaast bezette hij lange tijd een leerstoel in de toegepaste wiskunde op de Bauakademie. In 1828 was hij een van de medeoprichters van het 'Gesellschaft für Erdkunde' in Berlijn.
Berghaus is het bekendst van zijn cartografisch werk. Zijn belangrijkste bijdrage was de Physikalischer Atlas (Gotha, 1838–1848), waarbij net als in andere werken ook zijn neef Hermann Berghaus. (1828–1890) betrokken was. Deze atlas was bedoeld als illustratie bij Alexander von Humboldts Kosmos De atlas zou ook in Groot-Brittannië gepubliceerd moeten worden, samen met Alexander Keith Johnston, maar werd in 1848 als Physical Atlas of Natural Phenomena, gepubliceerd door Johnson alleen. Berghaus had ook een aandeel in de eerste voorlopige uitgave van de bekende Stieler Handatlas (origineel gemaakt door Adolf Stieler tussen 1817 en 1823, zie: Stielers Handatlas), en in de productie van andere atlassen.

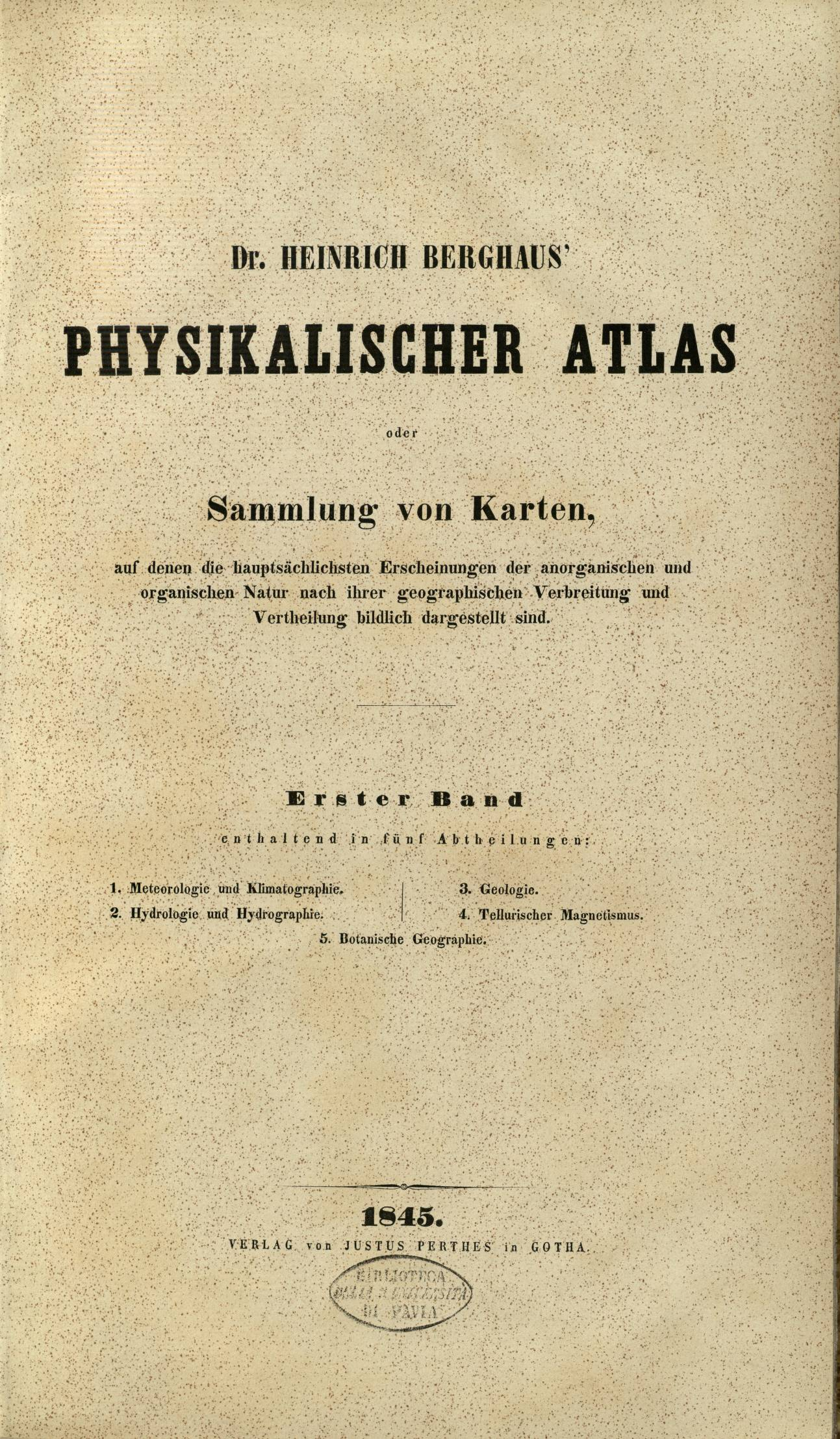
Physikalischer Atlas, 1845

Heinrich Berghaus. 1849 Windkarte der Erde (Physikalischer Atlas) 1849.

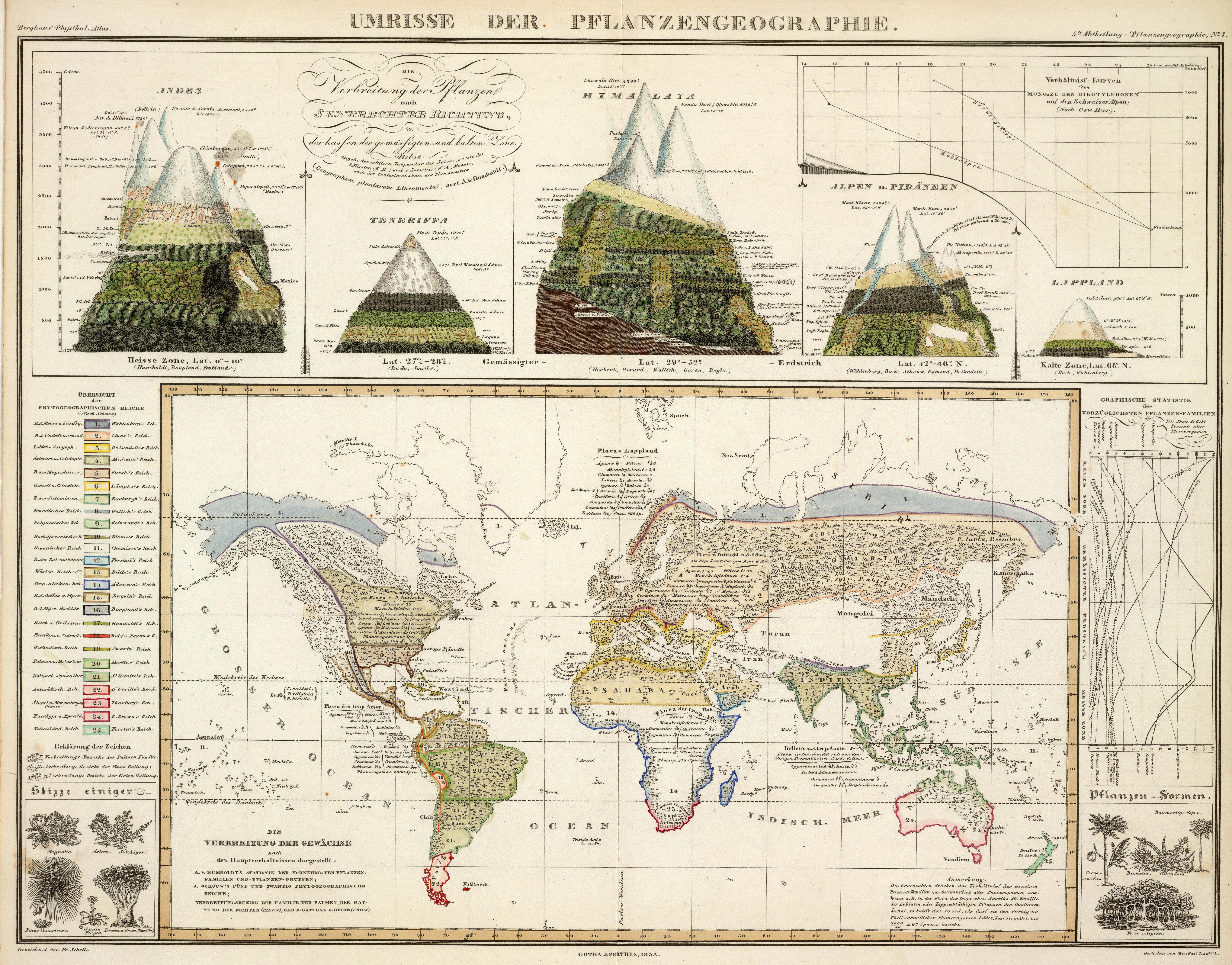
Heinrich Berghaus. 1838. Umrisse der Pflanzengeographie.

Berghaus was, met steun van Alexander von Humboldt, in 1839 in Potsdam begonnen met de 'Geographische Kunstschule'. In de eerste cursus (1839-1844) was August Petermann, tezamen met Heinrich Lange (1821-1893) één van de weinige leerlingen. In de derde en laatste cursus (1845-1850) was dit Hermann Berghaus, zijn neef.
Berghaus' geschreven werken waren veelomvattend en belangrijk en bevatten onder andere Allgemeine Länder- und Völkerkunde (Stuttgart, 1837–1840), Grundriss der Geographie in fünf Büchern (Berlin, 1842), Die Völker des Erdballs (Leipzig, 1845–1847), Was man von der Erde weiß (Berlin, 1856–1860), en uitvoerige werken over Duitsland. In 1863 publiceerde hij een Briefwechsel mit Alexander von Humboldt (Leipzig).
Het kleine, steile eiland Bergkhauz (Остров Бергхауз) nabij Hall in Frans Jozefland is vernoemd naar Heinrich Berghaus.

## Biografie
- Viktor Hantzsch (1902), Berghaus, Heinrich Karl. In: Allgemeine Deutsche Biographie, 46, S. 374-379.
- G. Engelmann (1977). Heinrich Berghaus, der Kartograph von Potsdam. Acta historica Leopoldina, nummer 10. Halle/Saale, Deutsche Akademie der Narturforscher Leopoldina.
- Hans Goebl (1989). Der Kartograph und Geograph Heinrich Berghaus (1797 - 1884): Ein früher Zeuge für die "Unit Ladina".